# Maria Adelborg
Eleonora Amalia Maria Adelborg, född 6 december 1849 i Karlskrona, död 23 april 1940 i Gagnef, var en svensk textilkonstnär.

## Biografi
Mellan 1886 och 1899 var  Maria Adelborg anställd vid Selma Giöbels svenska konstslöjdutställning i Stockholm, och mellan 1900 och 1907 verksam vid Handarbetets vänner. Hon genomförde studieresor till Nederländerna och Frankrike 1889, till England 1895 och 1901, och upprepade gånger även till Belgien. År 1894 blev hon tilldelad Sofie Adlersparres pris. År 1888 blev hon invald i Sällskapet Nya Idun. 
Maria Adelborg var en av ledarna under den svenska textilkonstens genombrottsskede. Hennes mål var att bevara och utveckla den svenska hemslöjdstraditionen och hävda dess nationella prägel. I sina kyrkliga och profana verk, såväl mässhakar som mattor, gick hon gärna tillbaka till ålderdomliga och provinsiella motiv. Hon hade sinne för färg, och hennes arbete blev särskilt betydelsefullt för dennas nationella och regionala inriktning såväl i motivval som i tekniskt avseende, där hennes stil är kraftig och dekorativ. Bland hennes arbeten märks särskilt mattor i Birgittakapellet i Rom (varav den så kallade "Trollmattan"), "Gagnefsmattan", och mässhakar för Sofiakyrkan i Stockholm.
Maria Adelborg var dotter till Bror Jacob Adelborg, av ätten Adelborg, och Hedvig Catharina af Uhr samt dotterdotter till Gustaf af Uhr. Hon var äldsta systern till kvinnosakskvinnan Gertrud Adelborg och konstnären Ottilia Adelborg. Från 1904 och fram till sin död var hon var bosatt i Gagnef tillsammans med systrarna Ottilia och Gertrud. Hon var ogift.